# Venus Optics
Venus Optics (Anhui ChangGeng Optics Technology Co., Ltd.) és un fabricant xinès de d'objectius fotogràfics, especialitzat en el disseny de lents innovadores, macro i gran angular.
La seu central i la producció es troben a Hefei, mentre que l'oficina de vendes i màrqueting es troba a Hong Kong. També consta d'una oficina de distribució als EUA. Comercialitzen els objectius sota la marca 'Laowa'.
Actualment, la companyia consta de 131 empleats.

## Història
Venus Optics es va fundar el 2013. El fundador, director general i desenvolupador en cap és Dayong Li, el qual es va graduar en enginyeria optoelectrònica a l' Institut Tecnològic de Beijing.
El 2013, es va presentar el primer objectiu de la marca, el Ultra-Macro Laowa 60 mm f/2.8 2X. Aquest, va ser el primer objectiu macro 2:1 del món amb un rang d'enfocament des de l'ampliació 2:1 fins a infinit.
El segon objectiu presentat, va ser el Laowa 15 mm f/4 wide angle macro. Aquest, és l'objectiu macro 1:1 més gran angular del món.
El juliol de 2016, es va crear una proposta de finançament a kickstarter, a fi de recaptar fons per posteriorment fabricar el Laowa 12 mm f/2.8 Zero-D. Es van recaptar 660.000$ de 759 patocinadors en 30 dies.
El setembre de 2016, va debutar a l'exposició d'equips fotogràfics més gran del món, Photokina a Colònia, Alemanya. Va ser la primera vegada que l'empresa va presentar els seus productes juntament amb altres marques de renom mundial.
Des del 2017, Laowa va organitzat múltiples campanyes de màrqueting internacionals sota l'eslògan "New Idea, New Fun".
L'octubre de 2017, es va presentar el seu primer objectiu zoom, el Laowa 10-18mm f/4.5-5.6 FE zoom.
El 2017, l'empresa va començar a organitzar una competició fotogràfica. Inicialment, es va centrar en fotografies realitzades amb les seves pròpies lents, i posteriorment es va crear una categoria dins el concurs per a imatges fetes amb lents d'altres marques. A partir de 2021, hi va haver altres marques que van col·laborar al concurs fotogràfic de Laowa, com Zhiyun.
A principis del 2021, Laowa va entrevistar diversos fotògrafs emergents d'arreu del món i els va presentar com a Laowagraphers.
El 2021, es va crear el Laowa Video Marathon, un concurs de vídeo amb grans premis, en el qual només es pot participar per invitació. Aquest, reuneix a 10 videògrafs i youtubers. Les regles del joc diuen que la captura inicial del següent vídeo s'ha de connectar amb el final de l'anterior.

## Sigles
Igual que tots els altres fabricants d'objectius, Venus Optics també usa un conjunt de sigles per a designar aspectes bàsics de cada objectiu, per a indicar des de quina mena de cos és l'ideal per a muntar-ho fins a característiques de fabricació.
- 2X Macro: Objectiu capaç d'oferir una ampliació de 2X (relació d'augment de 2:1)
- Argus: Objectiu molt lluminós (f/0.95) i d'una qualitat òptica i de construcció alta[7]
- APO: Objectiu amb lents apocromátiques[8]
- CF (Cropped Frame): Objectiu dissenyat per complir els requisits de càmeres rèflex APS-C
- Cookie: Objectiu de mida reduïda, anomenat pancake[9]
- FF: Objectiu dissenyat per complir els requisits de càmeres rèflex Full-Frame
- Fisheye: Objectiu ull de peix
- GFX: Objectiu dissenyat per complir els requisits de càmeres amb muntura G de Fujifilm
- MTF: Objectiu dissenyat per complir els requisits de càmeres sense mirall micro quatre terços
- PeriProbe: Objectiu amb lent d'angle rotatori
- Probe: Objectiu llarg i prim, en forma de sonda
- RL (Lightweight Rectilinear): Objectiu gran angular rectilini, compacte i lleuger
- Shift: Objectiu descentrable
- S35: Objectiu dissenyat per complir els requisits de càmeres super 35
- T (Transmissió): Indica la quantitat de llum que transmet l'òptica al sensor, una vegada descomptada tota pèrdua interna per reflexió o refracció[10]
- Zero-D: Objectiu d'alta qualitat òptica i de baixa distorsió, resultant en una imatge rectilínia[11]

## Objectius

### Fixos
| Distància focal | Obertura | Any  | Distància mínima d'enfoc | Diametre de filtre | Muntures                                                                                     |
| --------------- | -------- | ---- | ------------------------ | ------------------ | -------------------------------------------------------------------------------------------- |
| 4mm             | 2.8      | 2018 | 0.08m                    | -                  | Micro Quatre Terços                                                                          |
| 6mm             | 2.0      | 2022 | 0.09m                    | 58mm               | Micro Quatre Terços                                                                          |
| 7.5mm           | 2.0      | 2016 | 0.12m                    | 46mm               | Micro Quatre Terços                                                                          |
| 9mm             | 5.6      | 2020 | 0.12m                    | -                  | Nikon Z / Sony FE / Leica L / Leica M                                                        |
| 9mm             | 2.8      | 2018 | 0.12m                    | 49mm               | Canon EF-M / Canon RF / Nikon Z / Sony E / Pentax K / Leica L / Micro Quatre Terços / DJI DL |
| 10mm            | 4.0      | 2022 | 0.10m                    | 37mm               | Canon RF-S / Fujifilm X / Nikon Z / Sony E / Leica L                                         |
| 10mm            | 2.8      | 2024 | 0.12m                    | 77mm               | Canon RF / Nikon Z / Sony E / Leica L                                                        |
| 10mm            | 2.0      | 2020 | 0.12m                    | 46mm               | Micro Quatre Terços                                                                          |
| 11mm            | 4.5      | 2020 | 0.19m                    | 62mm               | Canon RF / Nikon Z / Sony FE / Leica L / Leica M                                             |
| 12mm            | 2.8      | 2016 | 0.18m                    | -                  | Canon EF / Canon RF / Nikon F / Nikon Z / Sony A / Sony FE / Pentax K / Leica L              |
| 14mm            | 4.0      | 2021 | 0.14m                    | 67mm               | Canon EF / Nikon F                                                                           |
| 14mm            | 4.0      | 2020 | 0.27m                    | 52mm               | Canon RF / Nikon Z / Sony FE / Leica L / Leica M                                             |
| 15mm            | 4.5      | 2020 | 0.20m                    | -                  | Canon EF / Canon RF / Nikon F / Nikon Z / Sony FE / Pentax K / Leica L, Fuji G               |
| 15mm            | 4.0      | 2015 | 0.47m                    | 77mm               | Canon EF / Nikon F / Sony A Sony FE / Pentax K / Leica L                                     |
| 15mm            | 4.5      | 2025 | 0.13m                    | 67mm               | Canon RF / Nikon Z / Sony FE                                                                 |
| 15mm            | 2.0      | 2016 | 0.15m                    | 72mm               | Canon RF / Nikon Z / Sony FE / Leica L                                                       |
| 17mm            | 4.0      | 2018 | 0.20m                    | 86mm               | Fujifilm G                                                                                   |
| 17mm            | 1.8      | 2019 | 0.15m                    | 46mm               | Micro Quatre Terços                                                                          |
| 18mm            | 0.95     | 2022 | 0.20m                    | 62mm               | Micro Quatre Terços                                                                          |
| 19mm            | 2.8      | 2022 | 0.18m                    | 77mm               | Fujifilm G                                                                                   |
| 20mm            | 4.0      | 2022 | 0.25m                    | 82mm               | Canon EF / Canon RF / Nikon F / Nikon Z / Sony FE / Pentax K / Leica L / Fujifilm G          |
| 24mm            | 14       | 2018 | 0.20m                    | -                  | Arri PL / Canon EF / Canon RF / Nikon F / Nikon Z / Sony FE / Pentax K / Leica L             |
| 24mm            | 8.0      | 2023 | 0.004m                   | -                  | Arri PL / Canon EF / Canon RF / Nikon F / Nikon Z / Sony FE / Leica L                        |
| 25mm            | 2.8      | 2018 | 0.17m                    | -                  | Canon EF / Canon RF / Nikon F / Nikon Z / Sony FE / Pentax K / Leica L                       |
| 25mm            | 0.95     | 2022 | 0.34m                    | 62mm               | Canon RF-S / Canon EF-M / Fujifilm X / Nikon Z / Sony E                                      |
| 25mm            | 0.95     | 2022 | 0.25m                    | 62mm               | Micro Quatre Terços                                                                          |
| 33mm            | 0.95     | 2021 | 0.35m                    | 62mm               | Canon RF-S / Canon EF-M / Fujifilm X / Nikon Z / Sony E                                      |
| 35mm            | 0.95     | 2021 | 0.50m                    | 77mm               | Canon RF / Nikon Z / Sony FE                                                                 |
| 45mm            | 0.95     | 2021 | 0.50m                    | 72mm               | Canon RF / Nikon Z / Sony FE                                                                 |
| 50mm            | 2.8      | 2020 | 0.14m                    | 49mm               | Micro Quatre Terços                                                                          |
| 55mm            | 2.8      | 2024 | 0.27m                    | 77mm               | Canon RF / Nikon Z / Sony FE / Leica L / Fuji G                                              |
| 58mm            | 2.8      | 2022 | 0.18m                    | 67mm               | Canon RF / Nikon Z / Sony FE / Leica L                                                       |
| 60mm            | 2.8      | 2015 | 0.19m                    | 62mm               | Canon EF / Nikon F / Sony A Sony FE / Pentax K                                               |
| 65mm            | 2.8      | 2020 | 0.17m                    | 52mm               | Fujifilm X / Canon RF-S / Canon EF-M / Nikon Z / Sony E                                      |
| 85mm            | 5.6      | 2022 | 0.16m                    | 46mm               | Canon RF / Nikon Z / Sony FE / Leica L / Leica M                                             |
| 90mm            | 2.8      | 2022 | 0.20m                    | 67mm               | Canon RF / Nikon Z / Sony FE / Leica L                                                       |
| 100mm           | 2.8      | 2018 | 0.25m                    | 67mm               | Canon EF / Canon RF / Nikon F / Nikon Z / Sony FE / Pentax K / Leica L                       |
| 100mm           | 2.8      | 2024 | 0.32m                    | 77mm               | Canon RF / Nikon Z / Sony FE / Leica L / Fuji G                                              |
| 105mm           | 2.0      | 2018 | 0.90m                    | 67mm               | Canon EF / Nikon F / Sony A Sony FE / Pentax K                                               |

### Zoom
| Distància focal | Obertura  | Any  | Distància mínima d'enfoc | Diametre de filtre | Muntures                                       |
| --------------- | --------- | ---- | ------------------------ | ------------------ | ---------------------------------------------- |
| 10-18mm         | 4.5 - 5.6 | 2019 | 0.15m                    | 37mm               | Nikon Z / Sony FE / Leica L                    |
| 12-24mm         | 5.6       | 2022 | 0.15m                    | 77mm               | Canon RF / Nikon Z / Sony E / Leica L/ Leica M |
| 12-24mm         | 5.6       | 2024 | 0.15m                    | 77mm               | Canon RF / Nikon Z / Sony E / Leica L          |

### Cine fixos
| Distància focal | Obertura (T) | Any  | Distància mínima d'enfoc | Diametre de filtre | Muntures                                                                |
| --------------- | ------------ | ---- | ------------------------ | ------------------ | ----------------------------------------------------------------------- |
| 6mm             | 2.1          | 2022 | 0.09m                    | 58mm               | Micro Quatre Terços                                                     |
| 7.5mm           | 2.9          | 2022 | 0.25m                    | 77mm               | Canon RF / Fujifilm X / Nikon Z / Sony FE /                             |
| 7.5mm           | 2.1          | 2020 | 0.12m                    | 49mm               | Micro Quatre Terços                                                     |
| 9mm             | 2.9          | 2020 | 0.12m                    | 55mm               | Canon RF / Fujifilm X / Nikon Z / Sony FE / Leica L Micro Quatre Terços |
| 10mm            | 2.1          | 2022 | 0.22m                    | 49mm               | Micro Quatre Terços                                                     |
| 12mm            | 2.9          | 2020 | 0.18m                    | 95mm               | Arri PL / Canon EF / Canon RF / Sony FE / Leica L                       |
| 15mm            | 2.1          | 2020 | 0.15m                    | 77mm               | Canon RF / Nikon Z / Sony FE                                            |
| 17mm            | 1.9          | 2022 | 0.15m                    | 49mm               | Micro Quatre Terços                                                     |
| 20mm            | 2.2          | 2023 | 0.43m                    | 55mm               | Micro Quatre Terços / Arri PL / Canon EF                                |
| 24mm            | 14           | 2022 | 0.02m                    | -                  | Arri PL / Canon EF / Canon RF / Nikon F / Nikon Z / Sony FE / Leica L   |
| 50mm            | 2.9          | 2021 | 0.13m                    | 49mm               | Micro Quatre Terços                                                     |
| 65mm            | 2.9          | 2022 | 0.17m                    | 77mm               | Canon RF / Fujifilm X / Nikon Z / Sony FE                               |
| 100mm           | 2.9          | 2022 | 0.25m                    | 77mm               | Arri PL / Canon EF / Canon RF / Sony FE / Leica L                       |

### Cine zoom
| Distància focal | Obertura (T) | Any | Distància mínima d'enfoc | Diametre de filtre | Muntures                     |
| --------------- | ------------ | --- | ------------------------ | ------------------ | ---------------------------- |
| 25-100mm        | 2.9          |     | 0.60m                    | 95mm               | Arri PL / Canon EF / Sony FE |

La majoria de les lents de Laowa són lents d'enfocament manual. No hi ha comunicació entre el cos de la càmera i la lent, per tant, no hi ha transferència de dades Exif, no hi ha funció d'enfocament automàtic, ni control automàtic de l'obertura.

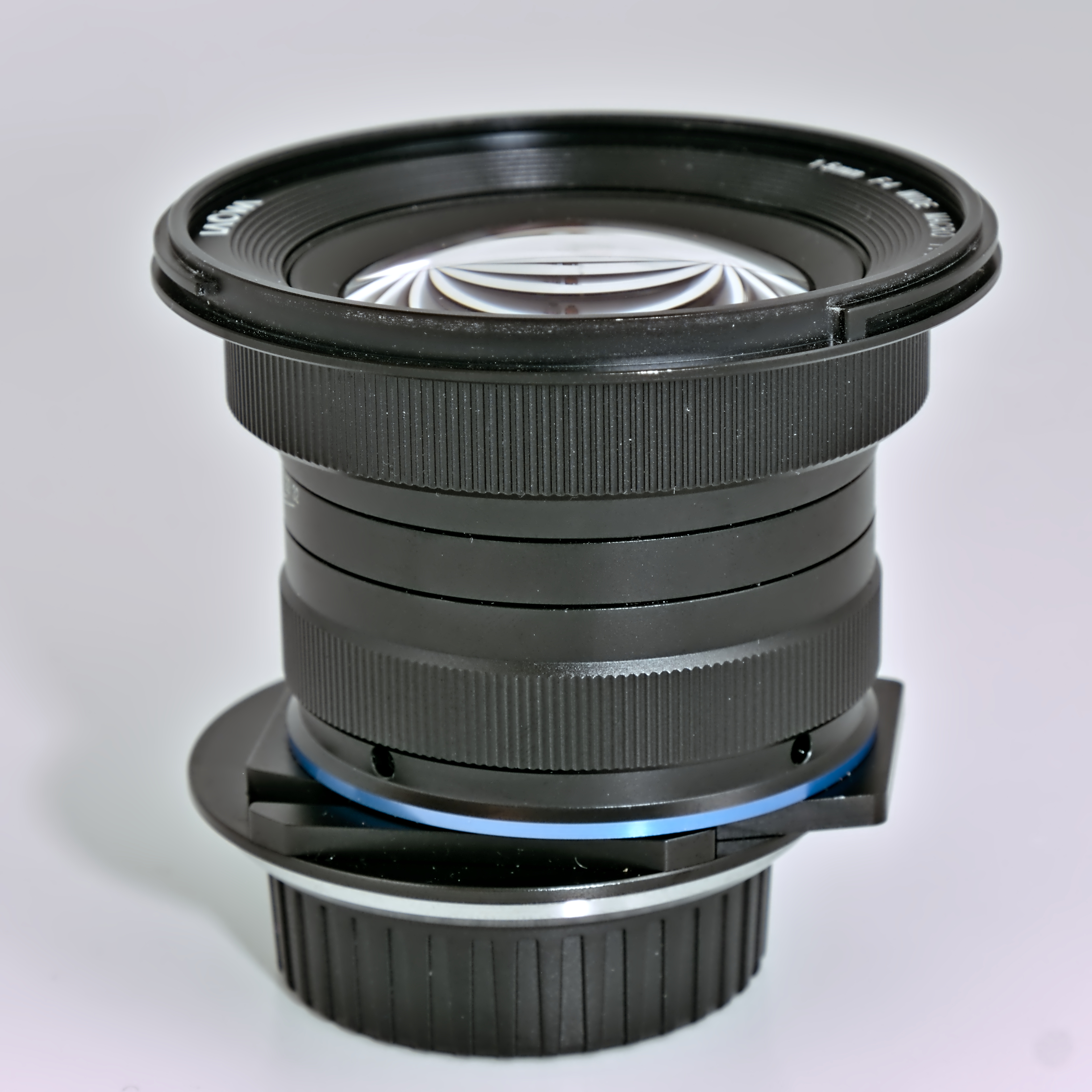
Laowa 15mm f/4 1:1 macro

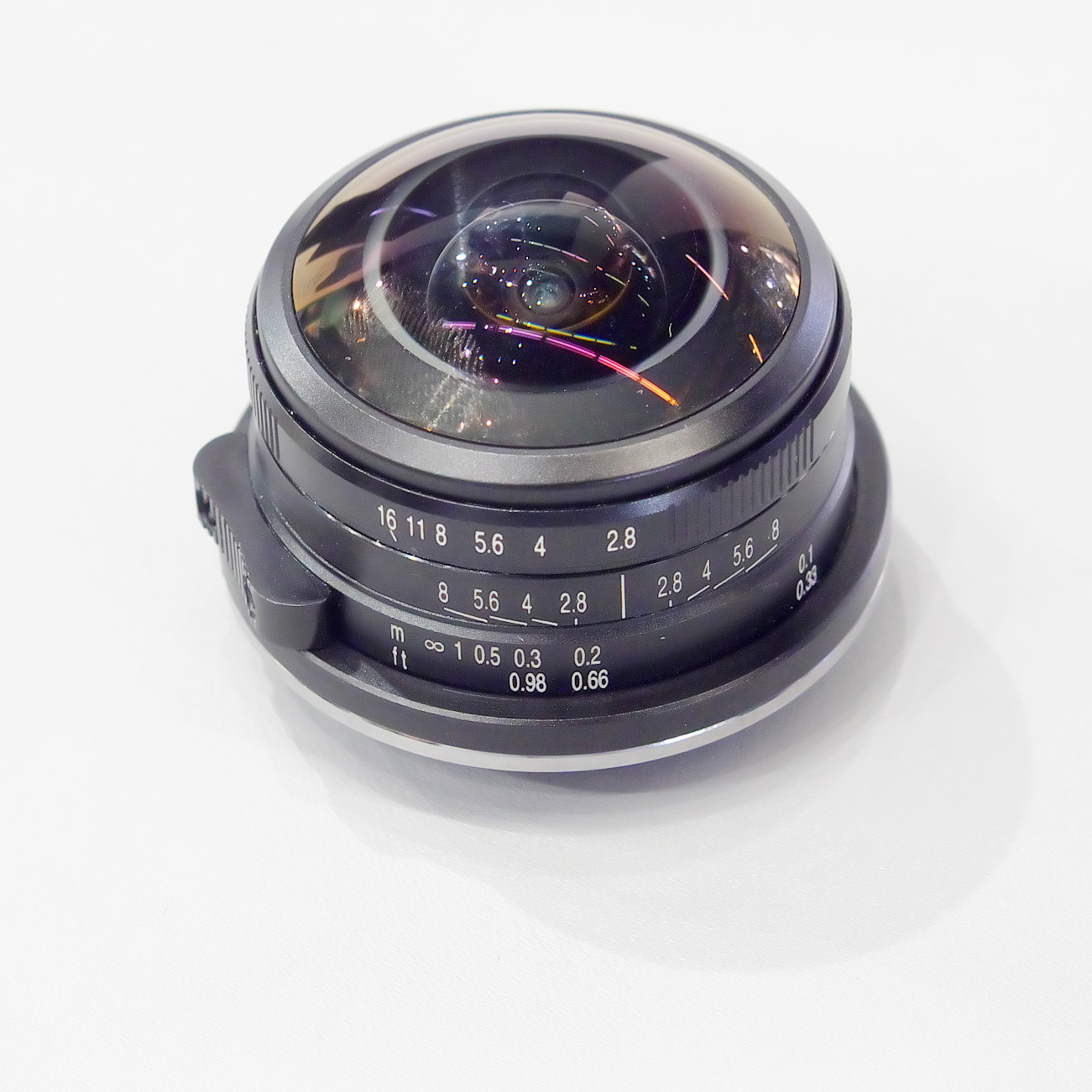
Laowa 4mm f/2.8

L'empresa també fabrica varis accesoris que es poden utilitzar amb els seus objectius:
- Reductor focal de 0,7x: Redueix el factor de retall d'1,5x a 1,05x en Super35 i de 2x a 1,4x en Micro Quatre Terços. Mentrestant, l'obertura màxima d'aquesta lent augmenta a f/10, la qual la converteix en una lent més lluminosa. Aquest esta dissenyat per utilitzar-se amb el 24mm f/14 2x macro probe lens.[64]
- Expansor de fotograma complet 1,4x: Amplia la cobertura de Super35 a fotograma complet sense comprometre la qualitat d'imatge. Aquest esta dissenyat per utilitzar.se amb el 25-100mm T2.9, el qual amb l'expansor perd un punt de llum i focal, quedant un 35-140mm T4.[65]
- Adaptador anamòrfic posterior 1,33x: Afegeix caràcters especials en bokeh i flares en lents esfèriques normals per a donar un estil més cinematogràfic.[65]